# Jeanne Duval
Jeanne Duval (pronunciación en francés: /ʒan dyˈval/: [ʒun dyˈval]; c. 1820 – c. 1862) fue una bailarina y actriz haitiana con ascendencia francesa. Nació en una fecha desconocida, alrededor del año 1820. Con 20 años, ella fue la musa del poeta y crítico de arte francés Charles Baudelaire. Coincidieron en 1842, cuando Duval dejó Haití para ir a Francia, y ambos permanecieron juntos, por las siguientes dos décadas. Se ha dicho que Duval puede ser la mujer que más amó Baudelaire en su vida, después de su madre.
Los poemas de Baudelaire que están dedicados a Duval o que fueron escritos en su homenaje incluyen "Le balcon" (El Balcón), "Parfum exotique" (Perfume Exótico), "La chevelure" (La cabellera), "Sed no satiata" (Aun así insatisfecha), "Le serpent qui danse" (La serpiente que danza), y "Une charogne" (Una carroña).
Baudelaire la llamó "amante de las amantes" y su "Vénus Noire" ("Venus Negra"), y se cree que, para Baudelaire, Duval simbolizó la  belleza peligrosa, la sexualidad y el misterio de una mujer criolla en la Francia de mediados del siglo XIX.  Vivió en 6, rue de la Femme-sans-tête (Calle de la mujer sin cabeza), cerca del Hotel Pimodan.

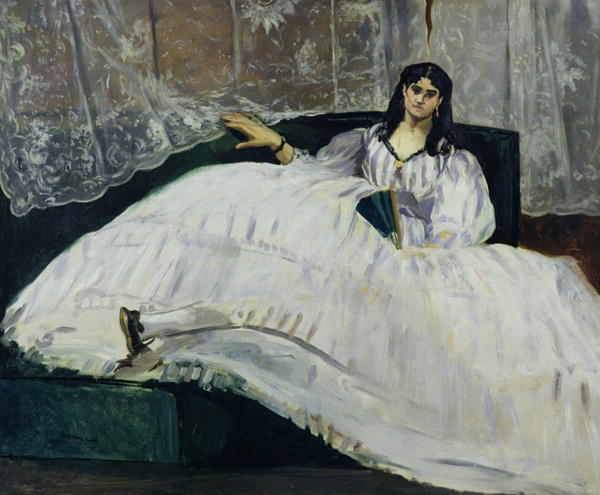
La amante de Baudelaire, reclinada, por Édouard Manet.

Édouard Manet, amigo de Baudelaire, pintó a Duval en 1862 en su obra "La amante de Baudelaire, reclinada". En esos años, ella estaba quedando ciega.
Duval pudo haber muerto de sífilis en 1862, cinco años antes que Baudelaire, quién también murió de sífilis. Otras fuentes indican que Duval vivió más que Baudelaire. Nadar señaló que había visto, por última vez, a Duval en 1870— en muletas, padeciendo fuertemente de sífilis.